# Няньчине
Ня́ньчине — село в Україні, у Лозно-Олександрівській селищній громаді Сватівського району Луганської області. Населення становить 198 осіб. Орган місцевого самоврядування — Мирненська сільська рада. Площа селища 229,1 га.

## Історія
У XIX столітті 40 тис. десятин цих земель належали княгині Мещерській, що жила в Харкові, а землями управляв прикажчик Стукалов, про якого в народі залишилось багато недобрих переповісток. Княгиня разом із дітьми, прислугою, та няньками приїздила до свого маєтку в Стукаловому на літо. За легендою у її молодшого сина князя Володимира за няньку була дівчина-сирота Параска, яку покохав молодий коваль Панас. Щоб викупити Параску з неволі, він викував металеву скриню й оздобив її візерунками. Молоді оселилися в Панасовій хаті, а хутір їхній став зватись Нянчиним.
1905 року княгиня продала ці землі Харківському земельному банку. Частину цих земель викупила графиня Піддубна.
1930 року на стику земель сучасних Білокуракинського, Троїцького, Сватівського районів Луганської області утворено великий колгосп «Тополі».
Під час Голодомору 1932—1933 років за архівними даними в селі загинуло 54 особи.
З липня 1942 року по січень 1943 року село було окуповане німецько-італійськими військами. Звільнене село частинам Південно-Західного фронту Червоної армії під час Острогозько-Россошанської наступальної операції.
19 вересня 2024 року Верховна Рада підтримала перейменування села Нянчине на Няньчине у рамках дерусифікації. 26 вересня 2024 року перейменування набуло чинності.

## Населення
Населення становить 148 осіб, 45 дворів.

## Вулиці
У селі існують вулиці: Зелена, Колгоспна, Озерна, Степова, Центральна, провулок Садовий.

## Економіка
За радянських часів на землях села господарював радгосп «Червоноарміець», створений в 1932 році. За радгоспом було закріплено 13 555 га сільськогосподарських угідь, з них 8423 га орної землі. Радгосп вирощував зерно, виробляв м'ясо, молоко. 1994 року розпочався процес реформування радгоспу «Червоноармійське», у результаті чого господарство розпалося на декілька менших господарств із різними формами господарювання.

## Транспорт
Село розташоване за 40 км від районного центру і за 8 км від залізничної станції Солідарний на лінії Валуйки — Кіндрашівська-Нова. З районним центром і зі станцією пов'язане автошляхами.